# Fourchambault
Fourchambault és un municipi francès, situat al departament del Nièvre i a la regió de Borgonya - Franc Comtat. L'any 2007 tenia 4.711 habitants.

## Demografia

### Població
El 2007 la població de fet de Fourchambault era de 4.711 persones. Hi havia 2.264 famílies, de les quals 914 eren unipersonals (355 homes vivint sols i 559 dones vivint soles), 604 parelles sense fills, 502 parelles amb fills i 244 famílies monoparentals amb fills.
La població ha evolucionat segons el següent gràfic:
Habitants censats

### Habitatges
El 2007 hi havia 2.550 habitatges, 2.289 eren l'habitatge principal de la família, 40 eren segones residències i 221 estaven desocupats. 1.091 eren cases i 1.421 eren apartaments. Dels 2.289 habitatges principals, 901 estaven ocupats pels seus propietaris, 1.342 estaven llogats i ocupats pels llogaters i 45 estaven cedits a títol gratuït; 67 tenien una cambra, 408 en tenien dues, 704 en tenien tres, 630 en tenien quatre i 479 en tenien cinc o més. 1.302 habitatges disposaven pel capbaix d'una plaça de pàrquing. A 1.164 habitatges hi havia un automòbil i a 559 n'hi havia dos o més.

### Piràmide de població
La piràmide de població per edats i sexe el 2009 era:
| Homes | Edats   | Dones |
| ----- | ------- | ----- |
| 0     | 95 o +  | 0     |
| 0     | 90 a 94 | 0     |
| 4     | 85 a 89 | 8     |
| 0     | 80 a 84 | 0     |
| 0     | 75 a 79 | 4     |
| 8     | 70 a 74 | 8     |
| 0     | 65 a 69 | 4     |
| 4     | 60 a 64 | 0     |
| 8     | 55 a 59 | 8     |
| 0     | 50 a 54 | 8     |
| 4     | 45 a 49 | 4     |
| 0     | 40 a 44 | 4     |
| 4     | 35 a 39 | 4     |
| 8     | 30 a 34 | 0     |
| 4     | 25 a 29 | 0     |
| 12    | 20 a 24 | 4     |
| 4     | 15 a 19 | 8     |
| 4     | 10 a 14 | 0     |
| 4     | 5 a 9   | 4     |
| 8     | 0 a 4   | 0     |

## Economia
El 2007 la població en edat de treballar era de 2.889 persones, 2.096 eren actives i 793 eren inactives. De les 2.096 persones actives 1.801 estaven ocupades (987 homes i 814 dones) i 294 estaven aturades (149 homes i 145 dones). De les 793 persones inactives 236 estaven jubilades, 215 estaven estudiant i 342 estaven classificades com a «altres inactius».

### Ingressos
El 2009 a Fourchambault hi havia 2.321 unitats fiscals que integraven 4.752 persones, la mediana anual d'ingressos fiscals per persona era de 14.549 €.

### Activitats econòmiques
Dels 189 establiments que hi havia el 2007, 6 eren d'empreses extractives, 3 d'empreses alimentàries, 2 d'empreses de fabricació de material elèctric, 10 d'empreses de fabricació d'altres productes industrials, 31 d'empreses de construcció, 38 d'empreses de comerç i reparació d'automòbils, 10 d'empreses de transport, 17 d'empreses d'hostatgeria i restauració, 2 d'empreses d'informació i comunicació, 9 d'empreses financeres, 8 d'empreses immobiliàries, 9 d'empreses de serveis, 29 d'entitats de l'administració pública i 15 d'empreses classificades com a «altres activitats de serveis».
Dels 60 establiments de servei als particulars que hi havia el 2009, 1 era una gendarmeria, 1 oficina de correu, 4 oficines bancàries, 1 funerària, 2 tallers de reparació d'automòbils i de material agrícola, 1 taller d'inspecció tècnica de vehicles, 2 autoescoles, 8 paletes, 6 guixaires pintors, 6 fusteries, 4 lampisteries, 5 electricistes, 1 empresa de construcció, 5 perruqueries, 7 restaurants, 3 agències immobiliàries i 3 salons de bellesa.
Dels 21 establiments comercials que hi havia el 2009, 1 era un hipermercat, 1 una gran superfície de material de bricolatge, 5 fleques, 1 una fleca, 2 llibreries, 2 botigues de roba, 1 una botiga de roba, 1 una sabateria, 2 botigues de material esportiu, 2 drogueries, 1 un drogueria i 2 floristeries.

## Equipaments sanitaris i escolars
El 2009 hi havia 2 farmàcies i 1 ambulància.
El 2009 hi havia 2 escoles maternals i 3 escoles elementals. A Fourchambault hi havia 1 col·legi d'educació secundària i 1 liceu tecnològic. Als col·legis d'educació secundària hi havia 611 alumnes i als liceus tecnològics 457.

## Poblacions més properes
El següent diagrama mostra les poblacions més properes.